# Facultad de Derecho (Universidad Nacional de Córdoba)
La Facultad de Derecho, la más antigua de la República Argentina, es una de las quince facultades que actualmente existen en la Universidad Nacional de Córdoba.
Desarrolla íntegramente sus actividades en el centro de la Ciudad de Córdoba, en el edificio ubicado en Obispo Trejo 242, donde además se encuentran el Aula Magna, la Biblioteca, las Secretarias y el resto de las dependencias administrativas de la Facultad.
Por su parte, el Decanato de la Facultad se encuentra ubicado en el edificio que albergaba la antigua sede del Rectorado de la UNC, dentro de la histórica Manzana Jesuítica en la que a su vez se ubican el Colegio Nacional Monserrat, la Iglesia de la Compañía y la Capilla Doméstica.
Anteriormente estaba integrada por tres escuelas: la Escuela de Abogacía, la Escuela de Ciencias de la Información y la Escuela de Trabajo Social
quedando desde el 12 de diciembre de 2015 integrada solo por la primera pasando las otras dos a ser facultades independientes.

## Historia
Los intentos por dotar a estas tierras de estudios legales se remontan al siglo XVII sumándose los esfuerzos del Gobernador Peredo, las gestiones del Obispo Saricolea y Olea en 1729 y las del propio Cabildo de la Ciudad.
Hacia finales del siglo de las luces, los esfuerzos se coronan en el auto virreinal del 26 de febrero de 1791 que dispone la creación de la Cátedra de Instituta. El 12 de marzo de ese mismo año es designado Victorino Rodríguez como primer Catedrático de Instituta, con el auxilio del Pasante José Dámaso Gigena.
La creación de la Cátedra de Instituta significó el nacimiento de la Facultad de Jurisprudencia en la Universidad Real y con ella los estudios se integraron de la siguiente manera: una Facultad menor llamada de Artes, similar a un bachillerato clásico obligatorio para ingresar a las otras dos Facultades Mayores, la de Teología y la de Jurisprudencia.
Al existir en este primer período de la Universidad Real una sola Cátedra, para suplir esta deficiencia y no violar el texto expreso de la Real Cédula del 22 de enero de 1786, los estudiantes debían concurrir a las lecciones de Teología, Moral y Cánones que se impartían en la Facultad de Teología.
Pero el claustro no resignó su decidido propósito de adelantar y dotar suficientemente a los recién creados estudios de Derecho, apuntando a la tan deseada provisión de otra Cátedra y al otorgamiento de grados que aliviaran a los estudiantes de la gravosa carga que les significaba concluir sus estudios en la lejana Universidad de San Francisco Javier.
Dos años más tarde se coronan las laboriosas gestiones, creándose por auto virreinal del 15 de junio de 1793 la cátedra de Jurisprudencia Civil y otra de Jurisprudencia Canónica a cargo una y otra, del presbítero doctor José Tristán Moscoso y fray Ángel Díaz.
Por su parte, el 20 de septiembre de 1795, una Real Provisión fechada en San Ildefonso, concedía a la Universidad Real la facultad de dispensar los grados de Bachiller, Licenciado y Doctor en Derecho Civil. En 1807, la Universidad sufre una profunda transformación, concluyendo la etapa franciscana, al tomar vigencia, siete años después de su emisión, la Real Cédula que dictara Carlos IV convirtiendo a la Universidad Real en la Universidad Mayor de San Carlos, con los mismos privilegios y prerrogativas de la Universidad Mayor de Salamanca y de San Marcos de Lima. Se abren así las puertas de una nueva etapa en la Universidad de Córdoba: su periodo secular. La Facultad se organizó en torno a las Cátedras de Instituta, Derecho Real y Derecho Canónico.
Desaparecen la antigua distinción entre cátedra de prima y vísperas de Leyes para dotarlas a ambas en forma igualitaria. En esta época, el grado de Bachiller en Leyes se obtenía después de rendir el examen llamado previa requerido por la Real Cédula del 24 de enero de 1770.
Para obtener el grado de Licenciado era necesario aprobar un quinto curso con su examen respectivo sobre las Leyes de Toro, a la luz del texto de los comentarios de Antonio Gómez. Este curso estaba a cargo del catedrático de Derecho Real. Por último, el grado de Doctor se alcanzaba aprobando un examen sobre los Concilios, después de rendir la Ignaciana.
Los estudios de Derecho comprendían cuatro años y por períodos anuales se estudiaba la Instituta, el Derecho Canónico, las Leyes del Estado, - lo cual significaba una importante innovación al incorporarse los estudios de Derecho Patrio- y el Derecho Natural y de Gentes.
Tras tres años de cursos y la aprobación de dos previas se podía optar al grado de Bachiller en Derecho Civil en Cánones, otorgados separadamente, el cursado del cuarto año y la aprobación de un nuevo examen concedía al aspirante la Licenciatura en uno u otro Derecho.
El título de Doctor requería la asistencia obligatoria en un quinto año a las funciones literarias de la Universidad y a las previas, donde el doctorando argüía al graduando, y la aprobación de dos Ignacianas, una dedicada a la lección de una hora y otro a la defensa de las conclusiones que le presentaba el Rector en un número no inferior a doce ni superior a dieciséis.
Dictada la Constitución Nacional, y separado el Estado de Buenos Aires de la Confederación Nacional, el Congreso de Paraná confirma el 11 de septiembre de 1856 el inicial decreto del Vicepresidente de la Confederación Argentina, Salvador María del Carril que en 1854 nacionaliza la Universidad de Córdoba. Con este mismo carácter ha seguido hasta nuestros días.
Obvio es señalar el papel decisivo que cumplió la Facultad de Derecho en la formación de la dirigencia que gobernó y condujo a nuestra República en el tránsito de los siglos XIX y XX.
En 1879, la Facultad de Derecho, amplió su nombre agregándole y Ciencias Sociales.
A partir de 1883, la Universidad de Córdoba otorgó el título de Abogado.
Hasta entonces y siguiendo una rica tradición castellana –que naturalmente recogieron las Indias-, la Facultad de Jurisprudencia, más tarde Facultad de Derecho y posteriormente Facultad de Derecho y Ciencias Sociales, solo confirió grados de Doctor, Licenciado y Bachiller en leyes, en tanto la concesión del título habilitante para el ejercicio profesional se encontraba reservado a la potestad del Estado.
La ordenanza del 13 de febrero de 1895, en la cual sus Católicas Majestades mandaban: “Que ninguno sea ni puede ser abogado en nuestro Consejo, ni en nuestra Corte ni Chancillería, ni ante la justicia de nuestros reinos, sin que primeramente sea examinado y aprobado por los de nuestro Consejo y Oidores de las nuestras Audiencias y por las dichas justicias y escrito en la Matrícula de Abogados...” se reprodujo en la ley I y ley II del Título XXIV, del libro II de la Recopilación de Leyes de Indias donde se dispuso: “Ordenamos y mandamos que ninguno sea ni pueda ser abogado en nuestras Reales Audiencias de las Indias sin ser primeramente examinado por el presidente y Oidores y escrito en la Matrícula de los Abogados y cualquiera que lo contrario hiciere por la primera sea suspendido del oficio de abogado por un año y pague cincuenta pesos para nuestra Cámara y por la segunda se doble de pena y por la tercera quede inhábil y no pueda usar la abogacía”.
En tiempos indianos y bajo el imperio de estas normas, los graduados en Derecho debieron rendir exámenes ante las Audiencias respectivas de Charcas o de Buenos Aires, aunque naturalmente las preferencias se inclinaban por la primera en razón de la existencia de la chuquisaqueña Academia Carolina de Practicantes Juristas que iniciaban en la práctica forense a los graduados de la Universidad de San Francisco Javier.
El sistema no varió sustancialmente a partir de la emancipación. Pasantías, también en estudios jurídicos habilitados o en academias, generalmente privadas, todas de efímera o mezquina duración, fueron los pasos previos al examen que debía rendirse ante la Cámara de Justicia para la obtención del diploma de abogado, que permitiera al graduado ejercer en aquella noble profesión.
Fue la ley orgánica del Poder Judicial en 1883 que autorizó la inscripción en la matrícula de abogados a los graduados en las universidades nacionales del país. Por su parte, la reforma del Plan de la Facultad de Derecho, propugnado en la sesión del Consejo Directivo celebrada el 4 de abril de 1883, significó virtualmente la ejecución de los primeros pasos en la concreción de esta ansiada meta: la suficiencia del título expedido por la Universidad para ejercer la profesión, premisa que tras los cabildeos de rigor, consideración del tema por una Comisión ad hoc que se expidió favorablemente y opinión conforme del Rector de la Universidad, Doctor Natanael Morcillo, fue incluida, el 19 de junio de ese mismo año, en el Plan de Estudios de la Facultad de Derecho.
Los planes de estudio de la carrera de derecho fueron nuevamente transformados, redistribuyendo su contenido curricular en 1883, 1887, 1889, 1895, 1896, 1906, 1907, 1909, 1918.
En 1929, la Universidad Nacional de Córdoba confirió el título de abogado a la primera mujer graduada en sus aulas. Fue Elisa Ferreira Videla, quien posteriormente se incorporó al cuerpo docente en la cátedra de Economía Política.
1941 fue un año especialmente feliz para la Facultad de Derecho de la Universidad Nacional de Córdoba, pues celebraba los 150 años de creación de la Cátedra de Instituta, su biblioteca había alcanzado la cifra récord de 13 000 volúmenes, además de las numerosas colecciones de publicaciones periódicas. Los Planes de Estudio fueron nuevamente modificado en 1943, 1949, 1953, 1955, 1956, 1973, 1975, 1985.
Variaron los planes de estudio, se renovaron una y otra vez los programas y los textos para la enseñanza y el estudio de las disciplinas jurídicas, una nutrida colección de tesis doctorales significó nuevos perfiles doctrinarios y un fino estudio de las instituciones jurídicas, los institutos y los centros de investigación, creados todos bajo el modelo del Instituto de Derecho Civil, hoy departamento decano de ellos, cumplieron en mayor o menor medida aquella aspiración que invocó la generación de 1910: “Hacer de las escuelas de leyes centros de cultura jurídica y no meras aulas para la preparación profesional”.
En su organización interna, se sucedieron variadas reformas en el Régimen de Plan de Estudio, Régimen de Pasantías, Doctorados y Régimen de administración y gobierno de los claustros. Algunas de ellas fueron sostenidas por un fuerte caudal ideológico, como la Reforma Universitaria de 1918, que integró el claustro estudiantil al gobierno universitario, proyectando con singular brío sus postulados reformistas en el continente americano.
En el transcurso de los años 1998 y 1999, la Facultad de Derecho llevó adelante un cuidadoso proceso de reflexión, sobre la estructura, organización curricular y las posibilidades de la innovación de la Carrera, una de cuyas consecuencias fue la elaboración de un nuevo plan de estudios que requirió la participación activa de toda la comunidad académica en la construcción del consenso en un diálogo intra e interdisciplinar que constituyó, por su amplitud y envergadura una promisoria experiencia institucional largamente esperada.
El plan de estudio 2000 cuya ejecución comenzara ese mismo año se enmarca en la misión que la institución plantea para la carrera de Abogacía, cual es la de formar profesionales del Derecho conscientes de su responsabilidad social y ética, que posean una visión crítica y práctica del derecho y una formación integral que sirva de vínculo entre la teoría y la práctica.
El principal objetivo del Plan de Estudio es la formación de profesionales comprometidos, capaces de facilitar y organizar acciones, promoviendo soluciones solidarias y justas, en el contexto social de su ejercicio profesional.
Finalmente, cabe destacar que a partir del año 1998 la Facultad de Derecho inició un ambicioso plan de ampliación de su estructura edilicia, que culminó con la inauguración en el año 2007 de su nueva Aula Magna y la explanada de acceso por calle Caseros. Anteriormente, se construyeron 20 nuevas aulas, un anfiteatro para 200 personas y se reubicó la Biblioteca de la Facultad en un moderno edificio de tres pisos.
El 12 de diciembre de 2015 la Asamblea Universitaria resolvió la escisión de la Escuela de Trabajo Social y de la Escuela de Ciencias de la Información en dos nuevas facultades, la Facultad de Ciencias Sociales y la de Ciencias de la Información respectivamente, renombrándose la Facultad de Derecho y Ciencias Sociales como Facultad de Derecho.

## Autoridades
- Decano: Dr. Guillermo Barrera Buteler

- Vice-Decano: Dr. Edgardo García Chiple

- Secretaría Académica: Dra. Giselle Javurek

- Pro-Secretaría Académica: Dra. Maria Ruiz Juri

- Secretaría Administrativa: Ab. Daniel Erezian

- Secretaría Asuntos Estudiantiles: Ab. Diego Agudo

- Pro-Secretarios de Asuntos Estudiantiles: Ab. Micaela Josefina Fernandez - Ab. Daniel Erezian

- Secretaría Ciencia y Técnica: Dra. Adriana Dreyzin

- Pro-Secretaría Ciencia y Técnica: Dr. Rodolfo Salassa Boix

- Secretario Legal y Técnico: Dr. Orlando Barone

- Secretaría Post Grado: Dr. Edgardo García Chiple

- Director del Centro de Investigaciones: Dr. Esteban Federico Llamosas

- Secretaría de Graduados: Ab. Luisa Isabel Borgarello

- Pro-Secretaría de Graduados: Dr. Maximiliano Raijman

## Alumnos destacados
- Dalmacio Vélez Sársfield, político argentino y redactor original del Código Civil
- Juan Bautista Alberdi, político, jurista y escritor argentino
- Juan José Paso, abogado y político argentino, Secretario del Congreso de Tucumán
- Pedro Ignacio de Acuña, Sacerdote y Doctor en Derecho Civil. Primero en obtener la cátedra universitaria por oposición
- Tadeo Acuña, Doctor en Derecho Civil. Destacado miembro del Partido Federal catamarqueño
- Santiago Derqui, Presidente de la Nación.
- José Figueroa Alcorta, Presidente de la Nación, Vicepresidente de la Nación, Presidente de la Corte Suprema de Justicia de la nación. Hasta ahora la única persona que fue cabeza de los tres poderes
- Rafael Núñez, gobernador de Córdoba y docente titular de la cátedra de derecho constitucional.
- Alfredo Orgaz, Jurista y Ministro de la Corte Suprema de Justicia de la Nación
- Arturo Orgaz, Abogado, ensayista, presidente fundador del Club Atlético Belgrano y destacado político cordobés de principios del siglo XX.
- Carlos Saúl Menem, Presidente de la Nación
- Eduardo César Angeloz, Gobernador de Córdoba
- José Manuel de la Sota, Gobernador de Córdoba
- Fernando de la Rúa, Presidente de la Nación
- Berta Kaller Orchansky, primera mujer Decano de la Facultad y también primera Presidente del Tribunal Superior de Justicia de la Provincia de Córdoba
- Sandra María del Valle Medina, primera mujer Presidente del Tribunal de Cuentas de la Municipalidad de Córdoba
- Elisa Ferreira Videla, primera mujer graduada como Abogado
- Martín Miguel Llaryora , ViceGobernador de la Provincia e Intendente de la Ciudad de Córdoba.
- Carlos Zannini, abogado y político, Secretario Legal y Técnico de la Presidencia de la Nación Argentina entre 2003 y 2015.